# ريد هيوارث
ريد هيوارث (بالإنجليزية: Red Hayworth)‏ هو لاعب كرة قاعدة أمريكي، ولد في 14 مايو 1916 في هاي بوينت في الولايات المتحدة، وتوفي بنفس المكان في 2 نوفمبر 2006.

## وصلات خارجية
- ريد هيوارث على موقعبيزبول رفرنس.كوم (الدوري الرئيسي) (الإنجليزية)
- ريد هيوارث على موقعبيزبول رفرنس.كوم (الدوري الثانوي) (الإنجليزية)